# Kunstrijden op de Olympische Winterspelen 2022 - Paren
Het kunstrijden voor paren tijdens de Olympische Winterspelen 2022 vond plaats op vrijdag 18 en zaterdag 19 februari 2022 in de Capital Indoor Stadium in Peking, China. Regerend olympisch kampioen was het Duitse duo Aliona Savchenko en Bruno Massot.

## Tijdschema
| Datum                | Lokale tijd | MET   | Kür       |
| -------------------- | ----------- | ----- | --------- |
| vrijdag 18 februari  | 18:30       | 11:30 | Korte kür |
| zaterdag 19 februari | 19:00       | 12:00 | Vrije kür |

## Uitslag
| Rang   | Olympiër                                | Land             | Korte kür | Korte kür | Vrije kür | Vrije kür | Score  |
| Rang   | Olympiër                                | Land             | Score     | Rang      | Score     | Rang      | Score  |
| ------ | --------------------------------------- | ---------------- | --------- | --------- | --------- | --------- | ------ |
| Goud   | Sui Wenjing / Han Cong                  | China            | 84,41     | 1         | 155,47    | 1         | 239,88 |
| Zilver | Jevgenia Tarasova / Vladimir Morozov    | Russische ploeg  | 84,25     | 2         | 155,00    | 2         | 239,25 |
| Brons  | Anastasia Misjina / Aleksandr Galljamov | Russische ploeg  | 82,76     | 3         | 154,95    | 3         | 237,71 |
| 4      | Aleksandra Bojkova / Dmitri Kozlovski   | Russische ploeg  | 78,59     | 4         | 141,91    | 4         | 220,50 |
| 5      | Peng Cheng / Jin Yang                   | China            | 76,10     | 5         | 138,74    | 6         | 214,84 |
| 6      | Alexa Knierim / Brandon Frazier         | Verenigde Staten | 74,23     | 6         | 138,45    | 7         | 212,68 |
| 7      | Riku Miura / Ryuichi Kihara             | Japan            | 70,85     | 8         | 141,04    | 5         | 211,89 |
| 8      | Ashley Cain-Gribble / Timothy LeDuc     | Verenigde Staten | 74,13     | 7         | 123,92    | 9         | 198,05 |
| 9      | Karina Safina / Luka Berulava           | Georgië          | 66,11     | 9         | 126,33    | 8         | 192,44 |
| 10     | Kirsten Moore-Towers / Michael Marinaro | Canada           | 62,51     | 13        | 118,86    | 10        | 181,37 |
| 11     | Laura Barquero / Marco Zandron          | Spanje           | 63,34     | 11        | 118,02    | 11        | 181,36 |
| 12     | Vanessa James / Eric Radford            | Canada           | 63,03     | 12        | 117,96    | 12        | 180,99 |
| 13     | Nicole Della Monica / Matteo Guarise    | Italië           | 63,58     | 10        | 116,29    | 13        | 179,87 |
| 14     | Rebecca Ghilardi / Filippo Ambrosini    | Italië           | 55,83     | 16        | 109,60    | 14        | 165,43 |
| 15     | Hailey Kops / Jevgeni Krasnopolski      | Israël           | 55,99     | 15        | 97,83     | 15        | 153,82 |
| 16     | Minerva Fabienne Hase / Nolan Seegert   | Duitsland        | 62,37     | 14        | 87,32     | 16        | 149,69 |
| 17     | Elizaveta Zhuk / Martin Bidař           | Tsjechië         | 54,64     | 17        | —         | —         | 54,64  |
| 18     | Miriam Ziegler / Severin Kiefer         | Oostenrijk       | 51,96     | 18        | —         | —         | 51,96  |
| 19     | Joelia Sjtsjetinina / Márk Magyar       | Hongarije        | 40,00     | 19        | 0,00      | 19        | DNS    |